# Лесная казарма (Хильден)
Лесная казарма (нем. Waldkaserne), — военная казарма бундесвера в городе Хильден (Северный Рейн-Вестфалия, Германия). Она была построена в 1937 году, а 7 июля 1969 года получила официальное название «Лесная казарма».
Казарма находится на Эльберфельдской улице окраины Хильдена и окружена ландшафтным заповедником в пределах городского леса.

## История

### Вермахт
В 1937 году началось строительство казармы. Под её нужды было выделено 29 гектаров леса. Она предназначалась для противовоздушных войск вермахта. Солдаты приступили к службе 25 ноября 1938 года и территория казармы использовалась по своему прямому назначению до 1945 года.

### Под британским управлением
После окончания Второй Мировой войны в казарме были расквартированы сначала американские, а потом британские военнослужащие. Здесь размещалась части «Британской армии Рейна» (British Army Of the Rhine, коротко BAOR). У англичан помещения казармы именовались как «Казармы святого Давида». Отношения между местными жителями и военнослужащими Великобритании развивались в направлении укрепления дружбы, особенно после вхождения ФРГ в военный блок НАТО. Особенно немцам нравилось, когда английские военные музыканты помогали в проведении местных праздничных и карнавальных шествий. 2 марта 1968 года в Хилдене британская труппа торжественным парадом отметили вывод своих артиллерийских подразделений. В этот день британская армия «освободила» Хильден, но до сих пор англичане, служившие в казармах Хильдена, вспоминают те годы и создали специальную страницу в интернете, где размещены исторические фотографии и написаны воспоминания.

### Бундесвер
В 1968 году казармы отошли в подчинение бундесвера.
В 1989 году гарнизонный город Хильден взял шефство над всеми расположенными в Лесной казарме воинскими частями в сотрудничестве с городским военным комендантом. Первым таким комендантом стал подполковник Хайнц Глюч (командир батальона снабжения 731), вошедший в число соучредителей общества друзей Лесной казармы (Freundeskreis der Bundeswehr Waldkaserne Hilden e.V.). Сейчас его дело укрепления дружбы между гражданским население и военными города продолжает полковник Сандро Виснер (командир местной части № 2 военной полиции).
С начала 1990-х годов военнослужащие Лесной казармы принимают участие в миротворческих миссиях в Сомали, бывшей Югославии и Афганистане.
В настоящее время (2015) в казармах расквартировано 750 человек — в том числе примерно 15 % женщин и 70 гражданских лиц. В казармах организованы следующие службы:
- Правлению военной полиции № 2;
- Учебный военно-музыкальный корпус и санитарный центр (оба в связи с новостройками и перестройками Лесной казармы еще примерно до 2017 эвакуированы в Бергишскую казарму (Дюссельдорф-Хуббельрат);
- Служба военной контрразведки (MAD-Stelle 31);
- Консультационный пункт гражданского образования и переподготовки;
- Гражданская организация «BWI Informationstechnik GmbH» для бундесвера;
- Техническая проверочная команда;
- Служебный образовательный центр бундесвера (BwDLZ).

В 2008 году Лесная казарма отмечала двойной юбилей: 70-летие со времени основания и 40-летие вхождения в бундесвер.
В 2009 году на ремонт казарм было потрачено более 18 миллионов евро. Несмотря на мероприятия по изменению структуры бундесвера и сокращение финансирования Министерства обороны ФРГ, Лесная казарма была сохранена. С другой стороны, несмотря на то, что она является военным учреждением, казарма имеет и достаточно важное экономическое значение для города Хильден.
29 августа 2014 года в Хильдене отмечался юбилей 25-летия Общества друзей Лесной казармы.